# Estádio Dr. João Cláudio Vasconcelos Machado
Het Estádio Dr. João Cláudio Vasconcelos Machado was een multifunctioneel stadion in Natal, een stad in Brazilië. 
Het stadion is vernoemd naar de João Cláudio Vasconcelos Machado, hij was president van de Federação Norte-rio-grandense de Futebol, de Voetbalfederatie van Rio Grande do Norte. Daarvoor werd het stadion ook Estádio Humberto de Alencar Costelo Branco genoemd. Het stond ook bekend als 'Machadão'. 
Het stadion werd geopend in 1972 en werd ontworpen door architect Moacyr Gomes de Costa. Het stadion wordt vooral gebruikt voor voetbalwedstrijden. In het stadion was plaats voor 35.000 toeschouwers. Het stadion werd gesloten en afgebroken in 2011 om plaats te maken voor het nieuwe stadion, Arena das Dunas.